# Аборты в Польше
Аборты в Польше (пол. Aborcja w Polsce) — официально запрещены. Для выполнения аборта согласно критериям № 1 требуется разрешение врача, аборт в связи с критерием № 2 требует разрешения прокурора. Если женщина, желающая сделать аборт, не достигла совершеннолетия, то всегда требуется согласие её родителей.
Побуждение женщины к совершению нелегального аборта является преступлением, как и сам нелегальный аборт.
Польша — одна из немногих стран в мире, запретившая аборты после десятилетий их полного разрешения (в ходе правления коммунистического режима)

## История вопроса
До 1932 года аборты в Польше были запрещены без исключений. В том же году новый уголовный кодекс разрешил аборты только по медицинским показателям и (впервые в Европе) в случае, если беременность стала результатом преступного акта. Если не считать германской оккупации в годы Второй мировой войны, этот закон действовал с 1932 по 1956 год. В 1958 году польский Сейм разрешил аборты в случае, когда женщина находится в «трудных условиях жизни». Толкование поправки к закону менялось от запрета в конце 1950-х годов до разрешения аборта по требованию в 1960-х и 1970-х.
После падения коммунистического режима в Польше начались дебаты об абортах. Римско-католическая и лютеранская церкви, политики правого толка добивались от государства запрета абортов за исключением случаев, когда аборт является единственным средством спасти жизнь беременной женщины. Этому противостояли политики левого толка и большинство либералов: они настаивали, чтобы государство сохранило в силе закон 1956 года об абортах. Действующий ныне в Польше закон об абортах (Закон о планировании семьи, защите человеческого плода и условия для легального аборта) вступил в силу в январе 1993 года, будучи компромиссом между сторонниками двух лагерей.
В 1997 году польский парламент одобрил изменение закона об абортах, который разрешает прерывание беременности в случаях эмоционального или социального бедствия, но Конституционный трибунал Польши посчитал, что это изменение противоречит конституции. В декабре того же года правовой статус абортов вернулся к состоянию 1993 года.

## Текущее положение
Закон об абортах является одной из важнейших и спорных тем нынешней польской политики: партии левого толка решительно выступают за право на выбор (прочойс), умеренно настроенные партии выступают за сохранение действующего закона, партии правого крыла отстаивают право на жизнь с момента зачатия (пролайф). Вопрос о введении конституционных поправок, разрешающих или запрещающих аборты, стал одной из причин раскола партии «Право и справедливость» и создания партии Prawica Rzeczypospolitej (Правое крыло республики), возглавляемой Мареком Юреком. Консервативные круги общества называют дебаты об абортах темой-заполнителем (temat zastępczy).
В июне 2011 года в польский Сейм поступил законопроект о полном запрете абортов, в поддержку которого было собрано примерно 450 тыс. подписей. Большинство депутатов отвергли попытку одной из левых партий отклонить законопроект. В итоге он был отправленным в комитет Сейма для дальнейшей работы.

### Общественное мнение
В опросе European values, проведённом в мае 2005 года, 48 % поляков выразили несогласие с доводом, что женщине следует делать аборты, если она не хочет иметь детей. 47 % выразили согласие. Из 10 стран, где проводились опросы, Польша стала единственной страной, где противодействие абортам было больше, чем поддержка абортов. Однако количество противников абортов не намного выше, чем в других странах (42 % в Португалии, 41 % в Италии). В ходе опроса общественного мнения летом 2011 года 76 % поляков в возрасте от 15 до 24 высказались за полный запрет абортов.

### Попытки ужесточения закона в 2016 году
23 сентября 2016 года депутаты польского Сейма приняли в первом чтении законопроект, который полностью запрещает аборты в стране (за исключением случаев прямой угрозы жизни матери) и вводит уголовную ответственность — до 5 лет лишения свободы — для всех причастных к проведению аборта, то есть включая как врача, так и мать зачатого ребёнка.

#### Акции протеста
Указанные выше шаги стали причиной возникновения протестного движения в Польше, которое 3 октября 2016 года выросло в общенациональную акцию протеста, именуемую как «Czarny Poniedziałek» («Чёрный понедельник»). Более ста тысяч поляков, одетых в чёрное, вышли на улицы десятков польских городов на масштабные демонстрации, выражая своё несогласие с данным законопроектом и требуя его отмены.
5 октября комиссия Сейма приняла решение поставить на голосование вопрос по отказу от данного проекта. В тот же день в Европейском Парламенте состоялась дискуссия на тему положения женщин в Польше. В конечном счёте на экстренном заседании 6 октября 2016 года Сейм принял решение отклонить проект закона.

### Практический запрет на аборты в 2020 году и протесты
22 октября 2020 года Конституционный суд Польши признал незаконным право женщины на аборт в случае выявления у плода серьёзного порока или неизлечимого заболевания, что составляет примерно 98 % от общего количества абортов в Польше. Акции протеста начались в этот же день и впоследствии охватили все крупные города.